# NGC 7337
NGC 7337 (другие обозначения — PGC 69344, UGC 12120, MCG 6-49-50, ZWG 514.71) — галактика в созвездии Пегас.
Этот объект входит в число перечисленных в оригинальной редакции «Нового общего каталога».
В галактике вспыхнула сверхновая SN 1973O. Её пиковая видимая звёздная величина составила 19.